# Remparts de Québec (1969-1985)
Cet article concerne l'équipe disparue en 1985. Pour l'équipe actuelle, voir Remparts de Québec.
Ne doit pas être confondu avec Fortifications de Québec.
Les Remparts de Québec sont une équipe de hockey junior majeur de la Ligue de hockey junior majeur du Québec (LHJMQ) qui a existé de 1969 à 1985. L'équipe était située dans la ville de Québec.
Le Colisée Pepsi, ancien aréna des Nordiques de Québec de la Ligue nationale de hockey était leur aréna.
Les Remparts ont participé à plusieurs éditions de la Coupe Memorial, trophée ultime de la Ligue canadienne de hockey, le remportant en 1971.
En 1971, les Remparts furent la 10e équipe de l'histoire de la LHJMQ à gagner trois championnats au cours d'une année (saison régulière, séries éliminatoires et Coupe Memorial).

## Historique

### 1970-1985

#### Les débuts fantastiques, la première saison
Une première équipe nommée « Remparts de Québec » est créée au cours des années 1960 sur les bases des anciens As junior de Québec, équipe appartenant aux Flyers de Philadelphie de la Ligue nationale de hockey. Le nouveau nom est alors donné par vote des partisans, une volonté de changement étant largement exprimée. Le premier match de l'équipe est joué 18 octobre 1969 contre les Éperviers de Sorel dans la nouvelle Ligue de hockey junior majeur du Québec. Le premier match de l'équipe est une victoire sur la marque de 10 buts à 5. L'équipe compte alors dans ses rangs la future vedette des Canadiens de Montréal et de la LNH : Guy Lafleur.
À l'issue de la saison régulière, les Remparts finissent à la première place de la LHJMQ avec deux points d'avance sur les Bruins de Shawinigan, l'équipe remporte alors le trophée Jean-Rougeau de la meilleure équipe de la saison régulière. Le « Démon Blond », Guy Lafleur, finit quant à lui à la seconde place du classement des meilleurs pointeurs de la ligue avec 13 buts de plus mais 17 passes de moins que Luc Simard, joueur des Ducs de Trois-Rivières. L'équipe va facilement passer les différentes rondes des séries éliminatoires battant tour à tour les Rangers de Drummondville, les Éperviers de Sorel puis les Alouettes de Saint-Jérôme pour la finale de la Coupe du président en ne concédant que trois matchs sur quinze joués et aucun match en finale. Lafleur est le meilleur pointeur des séries avec 43 points et il est logiquement élu dans l'équipe d'étoiles de la LHJMQ, en compagnie de l'entraîneur de l'équipe, Maurice Filion. L'équipe gagne alors son billet pour aller défier le Canadien junior de Montréal de l'Association de hockey de l'Ontario, aujourd'hui Ligue de hockey de l'Ontario, en finale de la coupe Richardson. Les Remparts vont alors s'incliner dans la finale entre les deux meilleures équipe du hockey canadien junior de l'Est contre les futurs vainqueurs de la coupe Memorial menés par Gilbert Perreault, futur premier choix de repêchage dans la LNH.

#### La première Coupe des Remparts, saison 1970-1971
Les Remparts abordent cette seconde saison avec un goût de revanche et les dix équipes de la LHJMQ sont alors mises dans une seule et même conférence. À la suite des 62 matchs joués, les Remparts démontrent qu'ils sont les meilleurs du circuit finissant pour la seconde fois en tête de la LHJMQ, toujours devant les Bruins mais cette fois-ci avec 32 points d'avance sur leur second. Lafleur, Michel Brière et André Savard vont alors briguer les trois premières places des meilleurs pointeurs avec respectivement 209, 144 et 139 réalisations, Lafleur recevant le trophée Jean-Béliveau du meilleur pointeur de la ligue. En plus de Lafleur, Pierre Roy et Jacques Richard sont élus dans la première équipe d'étoiles de la saison, André Savard et Filion dans la seconde. Le gardien de l'équipe, Raynald Fortier, reçoit quant à lui le trophée Jacques-Plante pour la meilleure moyenne de buts encaissés au terme de la saison.
Encore une fois les Remparts vont écarter leurs adversaires pour la Coupe du Président, les Maple Leafs de Verdun, les Ducs de Trois-Rivières puis les Bruins. Encore une fois, Lafleur inscrit 43 points et il permet à son équipe de jouer la Coupe Robertson contre les champions de l'AHO : les Black Hawks de Saint Catharines menés par Marcel Dionne. La tension autour du match est énorme entre les anglophones et les Remparts francophones. Le premier match tourne à l'avantage des Remparts avec une marque de 4 buts à 2. Dionne critique alors l'arbitrage pro-rempart. Les Black Hawks renversent la tendance pour le second match avec une victoire 8 à 3. Le troisième match de la série est joué dans l'aréna de Québec et alors que les joueurs locaux remportent le match 3-1, 102  minutes de pénalités sont distribuées dont 77 pour l'équipe de Saint Catharines. Le quatrième match est également remporté par les Remparts mais la situation entre les deux équipes ne fait qu'empirer avec des pénalités et des combats de plus en plus nombreux. Les joueurs visiteurs devront même se faire escorter par la police pour quitter la patinoire. Afin de faire redescendre la tension, les dirigeants des Black Hawks vont prendre la décision de jouer le cinquième match sur une patinoire neutre : le Maple Leaf Gardens de Toronto. Cela dit, bien avant le début du match, des rumeurs laissent entendre que quel que soit le résultat de la rencontre il n'y aura pas de sixième match, les dirigeants des Black Hawks refusant de retourner jouer une nouvelle fois à Québec. Les Remparts perdent le cinquième match 6-3 mais remportent tout de même la série, les dirigeants de l'équipe refusant la moindre négociation pour jouer le sixième match ailleurs que dans leur patinoire et leurs adversaires refusant catégoriquement cette solution.
Les Remparts sont donc sacrés meilleure équipe de l'Est et remportent officiellement la Coupe Memorial 1971. En effet, le championnat de l'Ouest du Canada est hors-la-loi selon l'Association canadienne de hockey. Malgré tout, les Remparts vont tout de même insister pour jouer une série contre les champions de la Western Hockey League, les Oil Kings d'Edmonton. Les deux matchs sont joués sur la glace des Remparts et tournent à l'avantage de ces derniers 5-1 et 5-2.
L'effectif de l'équipe est alors le suivant : Michel Brière, Charles Constantin, Michel Deguise, Pierre Deguay, Paul Dion, Raynald Fortier, Serge Gaudreault, Réjean Giroux, Richard Grenier, Yves Lacroix, Guy Lafleur, Jean Lamarre, René Lambert, Bill Landers, Jean Landry, Jacques Locas, Richard Perron, Pierre Roy, Jacques Richard et André Savard.

#### La fin des Remparts originaux
Ils furent déménagés en 1985 à Longueuil afin de devenir le Collège français de Longueuil. En 1991, ils furent à nouveau déménagés à Verdun et la franchise cessa ses opérations en 1994. C'est cette équipe qui gagna la Coupe Memorial en 1971.

## Identité visuelle
L'équipe a toujours eu pour symbole les remparts du Vieux-Québec. Le logo principal de l'équipe représente un "r" minuscule sous la forme d'une tour avec créneaux au sommet et d'une courbe pour former une des principales portes d'entrées du Vieux-Québec. La galerie ci-dessous présente les différents logotypes utilisés au cours des différentes saisons.

## Arénas
Durant leur existence, les Remparts ont évolué dans différents arénas de la ville de Québec.
- 1980-1985 : pavillon de la Jeunesse (5 000 places).

## Statistiques
| Saison    | PJ | V  | D  | N  | DP | BP  | BC  | Pts | Classement                                                  | Séries éliminatoires                     | Coupe Memorial                 |
| --------- | -- | -- | -- | -- | -- | --- | --- | --- | ----------------------------------------------------------- | ---------------------------------------- | ------------------------------ |
| 1969-1970 | 56 | 37 | 18 | 1  | -  | 323 | 248 | 75  | Premiers division Est Premier LHJMQ, Trophée Jean-Rougeau   | Champions des séries, Coupe du président | 1er tour                       |
| 1970-1971 | 62 | 54 | 7  | 1  | -  | 437 | 205 | 109 | Premiers LHJMQ, Trophée Jean-Rougeau                        | Champions des séries, Coupe du Président | Champions de la Coupe Memorial |
| 1971-1972 | 62 | 39 | 21 | 2  | -  | 349 | 262 | 80  | Troisièmes LHJMQ                                            | Finalistes                               | Non qualifiés                  |
| 1972-1973 | 64 | 49 | 11 | 4  | -  | 448 | 230 | 102 | Premiers LHJMQ, Trophée Jean-Rougeau                        | Champions des séries, Coupe du Président | Finalistes                     |
| 1973-1974 | 70 | 52 | 16 | 2  | -  | 531 | 314 | 106 | Seconds division Est Seconds LHJMQ                          | Champions des séries, Coupe du Président | Finalistes                     |
| 1974-1975 | 72 | 38 | 30 | 4  | -  | 319 | 288 | 80  | Seconds division Est Cinquièmes LHJMQ                       | 1er tour                                 | Non qualifiés                  |
| 1975-1976 | 72 | 39 | 25 | 8  | -  | 326 | 288 | 86  | Premiers division Est Troisièmes LHJMQ                      | Champions des séries, Coupe du Président | Demi-finalistes                |
| 1976-1977 | 72 | 41 | 21 | 10 | -  | 380 | 287 | 92  | Premiers division Dilio Premier LHJMQ, Trophée Jean-Rougeau | Finalistes                               | Non qualifiés                  |
| 1977-1978 | 72 | 28 | 35 | 9  | -  | 334 | 339 | 65  | Troisièmes division Dilio Huitièmes LHJMQ                   | 1er tour                                 | Non qualifiés                  |
| 1978-1979 | 72 | 28 | 31 | 13 | -  | 324 | 339 | 69  | Troisièmes division Dilio Cinquièmes LHJMQ                  | 1er tour                                 | Non qualifiés                  |
| 1979-1980 | 72 | 38 | 29 | 5  | -  | 348 | 331 | 81  | Troisièmes division Dilio Cinquièmes LHJMQ                  | 1er tour                                 | Non qualifiés                  |
| 1980-1981 | 72 | 31 | 39 | 2  | -  | 316 | 337 | 64  | Cinquièmes (derniers) division Dilio Huitièmes LHJMQ        | 1er tour                                 | Non qualifiés                  |
| 1981-1982 | 64 | 11 | 52 | 1  | -  | 192 | 394 | 23  | Neuvièmes (deniers) LHJMQ                                   | Non qualifiés                            | Non qualifiés                  |
| 1982-1983 | 70 | 27 | 43 | 0  | -  | 317 | 396 | 54  | Quatrièmes division Dilio Dixièmes LHJMQ                    | Non qualifiés                            | Non qualifiés                  |
| 1983-1984 | 70 | 36 | 32 | 2  | -  | 338 | 372 | 74  | Seconds division Dilio Cinquièmes LHJMQ                     | 1er tour                                 | Non qualifiés                  |
| 1984-1985 | 68 | 30 | 32 | 3  | 3  | 304 | 368 | 66  | Cinquièmes division Dilio Huitièmes LHJMQ                   | 1er tour                                 | Non qualifiés                  |

## Personnalités

### Directeurs-gérants
- 1969 à 1975 : Paul Dumont
- 1975 à 1978 : Ron Racette
- 1978 à 1980 : Martin Madden
- 1980 à 1985 : Gilles Courteau

### Entraineurs
- 1969 à 1972 : Maurice Filion
- 1972-1973 : Orval Tessier
- 1973 à 1975 : Marc Picard
- 1975 à 1978 : Ron Racette
- 1978-1979 : René Drolet - Martin Madden
- 1979 à 1981 : Gaston Drapeau
- 1981-1982 : Robert Laflamme - Ron Lapointe - Normand Meunier
- 1982-1983 : Fred Dixon
- 1983 à 1985 : Guy Charron

### Joueurs

#### Capitaines
- 1969 à 1971 : Guy Lafleur
- 1971-1972 : Pierre Roy
- 1972-1973 : André Savard
- 1973-1974 : Jacques Locas Jr.
- 1974-1975 : Michel Lachance
- 1975-1976 : Jean Gagnon
- 1976-1977 : Mario Marois
- 1977-1978 : Carey Hayworth
- 1978-1979 : Kevin Lowe
- 1979-1980 : Gaston Therrien
- 1980-1981 : Pierre Giard
- 1981-1982 : Jacques Chouinard
- 1982-1983 : Denis Dazé
- 1983 à 1985 : Claude Gosselin

#### Meilleurs pointeurs
Voici les statistiques des joueurs ayant dépassé le cap des 300 points en carrière avec les Remparts de Québec.
| Joueur          | PJ  | B   | A   | Pts |
| --------------- | --- | --- | --- | --- |
| André Savard    | 206 | 172 | 279 | 451 |
| Jacques Locas   | 189 | 214 | 235 | 449 |
| Jacques Richard | 169 | 186 | 213 | 399 |
| Guy Lafleur     | 118 | 233 | 146 | 379 |
| Claude Lefebvre | 263 | 158 | 202 | 360 |
| Guy Chouinard   | 179 | 147 | 212 | 359 |
| Daniel Beaulieu | 252 | 144 | 207 | 351 |
| Éric Chouinard  | 218 | 177 | 172 | 349 |
| Josh Hennessy   | 292 | 139 | 190 | 329 |
| Réal Cloutier   | 126 | 132 | 183 | 315 |
| Claude Gosselin | 184 | 130 | 202 | 332 |
| Rich Nantais    | 193 | 110 | 203 | 313 |
| Adam Erne       | 272 | 136 | 168 | 304 |
| Daniel Rioux    | 189 | 132 | 170 | 302 |
| Eddy Godin      | 216 | 124 | 178 | 302 |

#### Numéros retirés
Cette section présente l'ensemble des maillots retirés par les Remparts : plus aucun joueur de l'équipe ne pourra dans le futur porter un maillot avec un des numéros retiré. Une réplique du maillot est réalisée en forme de bannière et est alors accroché dans les chevrons du Colisée de Québec, maintenant au Centre Vidéotron. Le Colisée ayant servi à d'autres équipes de hockey dans le passé, de nombreuses autres bannières y sont accrochées. La liste ci-dessous ne reprend que les numéros retirés par les Remparts.
- 4 : Guy Lafleur
- 7 : Guy Chouinard[15]
- 10 : Réal Cloutier
- 12 : André Savard

#### Bannières commémoratives
- Maurice Fillion - Remparts de Québec - Entraîneur - 1969 à 1972 - Nordiques de Québec - Entraîneur et Directeur-Gérant - 1972 à 1992[16]
- Marius Fortier - Remparts de Québec, Nordiques de Québec, Océanic de Rimouski, Drakkar de Baie-Comeau - Bâtisseur
- Patrick Roy - Propriétaire, Directeur-gérant et entraîneur des Remparts de Québec - hissée le 26 mai 2015

## Récompenses
Cette section présente l'ensemble des trophées remportés par les joueurs et dirigeants des Remparts depuis la première saison de l'équipe. Les trophées couvrent la Ligue de hockey junior majeur du Québec comme la Ligue canadienne de hockey.
Des bannières commémoratives du trophée Jean-Rougeau, de la Coupe du président et de la Coupe Mémorial remportées dans l'histoire des Remparts de Québec sont accrochées dans les chevrons du Colisée Pepsi. Ces bannières furent ensuite déplacés dans le Centre Vidéotron pour la saison 2015-2016

### LHJMQ
Coupe du président
La Coupe du président est remise à l'équipe championne des séries éliminatoires de la LHJMQ.
- 1969-1970
- 1970-1971
- 1972-1973
- 1973-1974
- 1975-1976

Trophée Michel-Brière
Le trophée Michel-Brière est remis au joueur le plus utile de la saison.
- 1972-1973 - André Savard

Trophée Jean-Béliveau
Le trophée Jean-Béliveau est remis au meilleur pointeur de la saison.
- 1970-1971 - Guy Lafleur (209)
- 1971-1972 - Jacques Richard (160)
- 1972-1973 - André Savard (151)
- 1976-1977 - Jean Savard (180)

Trophée Jean-Rougeau
Le trophée Jean-Rougeau est remis à la franchise qui récolte le plus de points au cours de la saison régulière.
- 1969-1970 - 75 points
- 1970-1971 - 109 points
- 1972-1973 - 102 points
- 1976-1977 - 92 points

Trophée Jacques-Plante
Le trophée Jaques-Plante récompense le gardien de but qui a maintenu la meilleure moyenne de buts encaissés au terme de la saison.
- 1970-1971 - Raynald Fortier (3,39)
- 1972-1973 - Pierre Pérusse (3,78)

Trophée Émile-Bouchard
Le trophée Émile-Bouchard récompense le meilleur défenseur.
- 1975-1976 - Jean Gagnon
- 1979-1980 - Gaston Therrien

Trophée Marcel-Robert
Le trophée Marcel-Robert est remis au joueur qui combine les meilleurs résultats sportifs et scolaires.
- 1982-1983 - Claude Gosselin
- 1984-1985 - Claude Gosselin

Plaque Karcher
La plaque Karcher est remise à la personne avec la plus grosse implication dans la communauté.
- 2002-2003 - David Massé
- 2003-2004 - Josh Hennessy
- 2005-2006 - Joey Ryan
- 2011-2012 - Vincent Barnard

### LCH
Les trophées de la LCH peuvent être soit des trophées remis récompensant la saison de la personne, celle-ci étant donc jugée par rapport aux meilleurs joueurs des autres ligues junior de la LCH, soit des trophées remis à l'issue de la Coupe Memorial.

#### Trophées de la Coupe Memorial
Coupe Memorial
La Coupe Memorial est remise à la meilleure équipe du tournoi à la ronde pour l’obtention de ce trophée. Le tournoi inclus les équipes championnes des séries éliminatoires des ligues juniors au Canada ainsi que l'équipe hôtesse recevant le tournoi pour l'édition en cours.
- 1971

Trophée Hap-Emms
Le trophée Hap-Emms est remis au meilleur gardien de but de la Coupe Memorial.
- 1976 - Maurice Barrett

Trophée George-Parsons
Le trophée George-Parsons est remis au joueur de la finale de la Coupe Memorial avec le meilleur état d'esprit.
- 1974 - Guy Chouinard

## Hommages
Le logo des Remparts de Québec fut représenté sur une pièce d'un dollar, en 1985, des Dollars du Carnaval de Québec. Ces pièces de monnaie symboliques étaient vendues chez les commerçants du Vieux-Québec durant la tenue du Carnaval et leur valeur se terminait à la fin de l'édition du carnaval de l'année de frappe de la pièce